# Françoise Bertaut de Motteville
Françoise Bertaut de Motteville (1621-29 de diciembre de 1689), fue una escritora francesa.

## Biografía
Fue hija de Pierre Bertaut, caballero de la cámara del rey, y sobrina del obispo y poeta Jean Bertaut. Su madre, quien era española, fue amiga y secretaria privada de la reina Ana de Austria, esposa de Luis XIII de Francia. A la edad de siete años, Françoise se convirtió en miembro del palacio de la reina, siéndole otorgada una pensión. 
La influencia del cardenal Richelieu, quien deseaba separar a la reina de sus conexiones españolas, provocó el exilio de madre e hija a Normandía, donde Françoise contrajo matrimonio en 1639 con Nicolas Langlois, señor de Motteville, presidente de la Chambre des Comptes de Rouen, quien murió dos años después, a la edad de ochenta y dos años, regresando Françoise a la corte en 1642 tras haber sido llamada por la reina. Pese a todas las intrigas y problemas de la Fronda, Françoise mantuvo su reputación de fiel y devota de la reina, lejos de cualquier alianza o interés político. Murió en 1689.
Algunas de sus cartas se han conservado, especialmente una curiosa correspondencia con la duquesa de Montpensier, siendo su principal trabajo sus "Mémoires", la cuales relatan la vida de la reina Ana de Austria, reflejando además la vida de la corte en aquella época.